# خفاش بال‌خمیده استرالزی
خفاش بال‌خمیده استرالزی (نام علمی: Miniopterus oceanensis) نام یک گونه از سرده خفاش‌های بال‌خمیده است.